# Lista odcinków serialu Nieśmiertelny
Lista odcinków serialu Nieśmiertelny:

## Sezon pierwszy
| N/o | #  | Tytuł                  | Tytuł polski             | Reżyseria        | Scenariusz                          | Premiera             | Kod      |
| --- | -- | ---------------------- | ------------------------ | ---------------- | ----------------------------------- | -------------------- | -------- |
| 1   | 1  | The Gathering          | Zgromadzenie             | Thomas J. Wright | Dan Gordon                          | 3 października 1992  | 92102-1  |
| 2   | 2  | Innocent Man           | Niewinny                 | Jorge Montesi    | Dan Gordon                          | 10 października 1992 | 92103-4  |
| 3   | 3  | The Road Not Taken     | Kwestia wyboru           | Thomas J. Wright | Terry Nelson                        | 17 października 1992 | 92108-3  |
| 4   | 4  | Bad Day In Building A  | Kłopoty w sądzie         | Jorge Montesi    | Kevin Droney                        | 24 października 1992 | 92107-6  |
| 5   | 5  | Free Fall              | Upadek                   | Thomas J. Wright | Philip John Taylor                  | 31 października 1992 | 92101-5  |
| 6   | 6  | Deadly Medicine        | Zabójcza terapia         | Ray Austin       | Robert L. McCullough                | 7 listopada 1992     | 92111-8  |
| 7   | 7  | Mountain Men           | Człowiek lasu            | Thomas J. Wright | Marie-Chantal Droney                | 14 listopada 1992    | 92110-7  |
| 8   | 8  | Revenge Is Sweet       | Zemsta jest słodka       | Ray Austin       | Loraine Despres                     | 21 listopada 1992    | 92109-10 |
| 9   | 9  | The Sea Witch          | Morska wiedźma           | Thomas J. Wright | David Tynan                         | 5 grudnia 1992       | 92112-9  |
| 10  | 10 | Eyewitness             | Świadek                  | Thomas J. Wright | David Tynan                         | 12 grudnia 1992      | 92115-12 |
| 11  | 11 | Family Tree            | Korzenie                 | Jorge Montesi    | Kevin Droney                        | 19 grudnia 1992      | 92106-2  |
| 12  | 12 | See No Evil            | Zło z przeszłości        | Thomas J. Wright | Brian Clemens                       | 6 lutego 1993        | 92114-11 |
| 13  | 13 | Band of Brothers       | Uczeń                    | René Manzor      | Marie-Chantal Droney                | 13 lutego 1993       | 92118-13 |
| 14  | 14 | For Evil's Sake        | Kuglarz                  | Ray Austin       | David Abramowitz Fabrice Ziolkowski | 20 lutego 1993       | 92117-14 |
| 15  | 15 | For Tomorrow We Die    | Śmierć przychodzi zawsze | Robin Davis      | Philip John Taylor                  | 27 lutego 1993       | 92116-15 |
| 16  | 16 | The Beast Below        | Upiór                    | Daniel Vigne     | Marie-Chantal Droney                | 6 marca 1993         | 92123-16 |
| 17  | 17 | Saving Grace           | Grace                    | Ray Austin       | Elizabeth Baxter Martin Broussellet | 13 marca 1993        | 92120-17 |
| 18  | 18 | The Lady and The Tiger | Akrobatka                | Robin Davis      | Philip John Taylor                  | 24 kwietnia 1993     | 92121-18 |
| 19  | 19 | Avenging Angel         | Anioł zemsty             | Paolo Barzman    | Fabrice Ziolkowski                  | 1 maja 1993          | 92122-20 |
| 20  | 20 | Eye of The Beholder    | Przyjaciel               | Dennis Berry     | Christian Bouveron Lawrence Shore   | 8 maja 1993          | 92124-19 |
| 21  | 21 | Nowhere To Run         | W potrzasku              | Dennis Berry     | David Abramowitz                    | 8 maja 1993          | 92125-21 |
| 22  | 22 | The Hunters            | Łowcy                    | Paolo Barzman    | Kevin Droney                        | 22 maja 1993         | 92126-22 |

## Sezon drugi
| N/o | Tytuł                    | Tytuł polski       | Premiera             | Kod      |
| --- | ------------------------ | ------------------ | -------------------- | -------- |
| 1   | The Watchers             | Obserwatorzy       | 2 października 1993  | 93201-23 |
| 2   | Studies in Light         | Światło i mrok     | 9 października 1993  | 93202-24 |
| 3   | Turnabout                | Przemiana          | 16 października 1993 | 93203-25 |
| 4   | The Darkness             | Ciemność           | 23 października 1993 | 93204-26 |
| 5   | Eye for an Eye           | Oko za oko         | 30 października 1993 | 93205-27 |
| 6   | The Zone                 | Strefa             | 6 listopada 1993     | 93206-28 |
| 7   | The Return of Amanda     | Powrót Amandy      | 13 listopada 1993    | 93207-29 |
| 8   | Revenge of the Sword     | Zemsta miecza      | 20 listopada 1993    | 93208-30 |
| 9   | Run for Your Life        | Wieczny zbieg      | 27 listopada 1993    | 93209-31 |
| 10  | Epitaph for Tommy        | Epitafium          | 4 grudnia 1993       | 93210-32 |
| 11  | The Fighter              | Bokser             | 5 lutego 1994        | 93211-33 |
| 12  | Under Color of Authority | W imieniu prawa    | 12 lutego 1994       | 93212-34 |
| 13  | Bless the Child          | Dziecko            | 29 stycznia 1994     | 93213-35 |
| 14  | Unholy Alliance (1)      | Pakt z diabłem (1) | 19 lutego 1994       | 93214-36 |
| 15  | Unholy Alliance (2)      | Pakt z diabłem (2) | 26 lutego 1994       | 93215-37 |
| 16  | The Vampire              | Wampir             | 5 marca 1994         | 93216-38 |
| 17  | Warmonger                | Hiena              | 12 marca 1994        | 93217-39 |
| 18  | Pharaoh's Daughter       | Córka Faraona      | 30 kwietnia 1994     | 93218-40 |
| 19  | Legacy                   | Spuścizna          | 7 maja 1994          | 93219-41 |
| 20  | Prodigal Son             | Syn marnotrawny    | 14 maja 1994         | 93220-42 |
| 21  | Counterfeit (1)          | Sobowtór (1)       | 21 maja 1994         | 93221-43 |
| 22  | Counterfeit (2)          | Sobowtór (2)       | 28 maja 1994         | 93222-44 |

## Sezon trzeci
| N/o | Tytuł                    | Tytuł polski        | Premiera             | Kod      |
| --- | ------------------------ | ------------------- | -------------------- | -------- |
| 1   | The Samurai              | Samuraj             | 1 października 1994  | 94301-45 |
| 2   | Line of Fire             | Wyzwanie            | 8 października 1994  | 94302-46 |
| 3   | The Revolutionary        | Rewolucjonista      | 15 października 1994 | 94303-47 |
| 4   | The Cross of St. Antoine | Krzyż Św. Antoniego | 22 października 1994 | 94304-48 |
| 5   | Rite of Passage          | Egzamin dojrzałości | 29 października 1994 | 94305-49 |
| 6   | Courage                  | Odwaga              | 5 listopada 1994     | 94306-50 |
| 7   | The Lamb                 | Owieczka            | 12 listopada 1994    | 94307-51 |
| 8   | Obsession                | Obsesja             | 19 listopada 1994    | 94308-52 |
| 9   | Shadows                  | Cień                | 26 listopada 1994    | 94309-53 |
| 10  | Blackmail                | Szantażysta         | 3 grudnia 1994       | 94310-54 |
| 11  | Vendetta                 | Vendetta            | 4 lutego 1995        | 94311-55 |
| 12  | They Also Serve          | Służba              | 11 lutego 1995       | 94312-56 |
| 13  | Blind Faith              | Ślepa wiara         | 18 lutego 1995       | 94313-57 |
| 14  | Song of the Executioner  | Pieśń kata          | 25 lutego 1995       | 94314-58 |
| 15  | Star-Crossed             | Gwiazdy             | 4 marca 1995         | 94315-59 |
| 16  | Methos                   | Mitos               | 11 marca 1995        | 94316-60 |
| 17  | Take Back the Night      | Cofnąć czas         | 29 kwietnia 1995     | 94317-61 |
| 18  | Testimony                | Zeznanie            | 6 maja 1995          | 94318-62 |
| 19  | Mortal Sins              | Grzechy śmiertelne  | 13 maja 1995         | 94319-63 |
| 20  | Reasonable Doubt         | Szansa              | 20 maja 1995         | 94320-64 |
| 21  | Finale (1)               | Finał (1)           | 27 maja 1995         | 94321-65 |
| 22  | Finale (2)               | Finał (2)           | 3 czerwca 1995       | 94322-66 |

## Sezon szósty
| N/o | Tytuł               | Reżyseria      | Scenariusz                     | Premiera             | Kod   |
| --- | ------------------- | -------------- | ------------------------------ | -------------------- | ----- |
| 01  | Avatar              | Dennis Berry   | David Tynan                    | 5 października 1997  | 97601 |
| 02  | Armageddon          | Richard Martin | Tony DiFranco                  | 11 października 1997 | 97602 |
| 03  | Sins of the Father  | Dennis Berry   | James Thorpe                   | 18 października 1997 | 97603 |
| 04  | Diplomatic Immunity | Richard Martin | James Thorpe                   | 25 października 1997 | 97604 |
| 05  | Patient Number 7    | Dennis Berry   | David Tynan                    | 1 listopada 1997     | 97605 |
| 06  | Black Tower         | Richard Martin | Morrie Ruvinsky                | 8 listopada 1997     | 97606 |
| 07  | Unusual Suspects    | Dennis Berry   | Morrie Ruvinsky                | 15 listopada 1997    | 97607 |
| 08  | Justice             | Richard Martin | Michael O’Mahomey, Sasha Reins | 22 listopada 1997    | 97608 |
| 09  | Deadly Exposure     | Dennis Berry   | James Thorpe                   | 31 stycznia 1998     | 97609 |
| 10  | Two of Hearts       | Richard Martin | James Thorpe                   | 14 lutego 1998       | 97610 |
| 11  | Indiscretions       | Dennis Berry   | James Thorpe                   | 2 maja 1998          | 97611 |
| 12  | To Be               | Richard Martin | David Tynan                    | 9 maja 1998          | 97612 |
| 13  | Not To Be           | Dennis Berry   | David Tynan                    | 16 maja 1998         | 97613 |